# كرة اليد في الألعاب الأولمبية الصيفية 1992
النتائج النهائية في منافسات كرة اليد في الألعاب الأولمبية الصيفية 1992.